# 史玉孝

史玉孝（1933年4月—2005年2月12日）陕西省宝鸡市陈仓区周原镇人，中共党员，中国人民解放军上将，曾任广州军区政治委员、第十届全国人民代表大会财政经济委员会副主任委员等职务。

## 生平
1933年出生於陝西省寶雞市，1949年參加中國人民解放軍，同年11月加入中國共產主義青年團，1953年加入中國共產黨。在中国人民解放军中，他先后担任第一野战军1军1师宣传队宣传员、工作員、助理員、連政治指導員、股長、營政治教導員、團政治處主任、團政治委員，師政治部副主任、副政治委員、政治委員、軍政治委員、南京軍區副政治委員，政治委員和廣州軍區政治委員等職。
1980年毕业于解放军政治学院。后历任第九届全国人民代表大会常务委会委员，第九届全国人民代表大会财政经济委员会委员、第十届全国人民代表大会财政经济委员会副主任委员等职。
1988年9月，史玉孝被中共授予中將軍銜，1994年晉升為上將軍銜。他是中共十三屆、十四屆中央委員。1998年3月召开的第九届全国人大第一次会议上，史玉孝当选全国人民代表大会常务委员会委员，第九屆全國人大財政經濟委員會委員。后又当选第十屆全國人大財政經濟委員會副主任委員。
2005年2月12日，史玉孝在廣州逝世，终年72歲。